# Nachum Elieser Rabinovitch

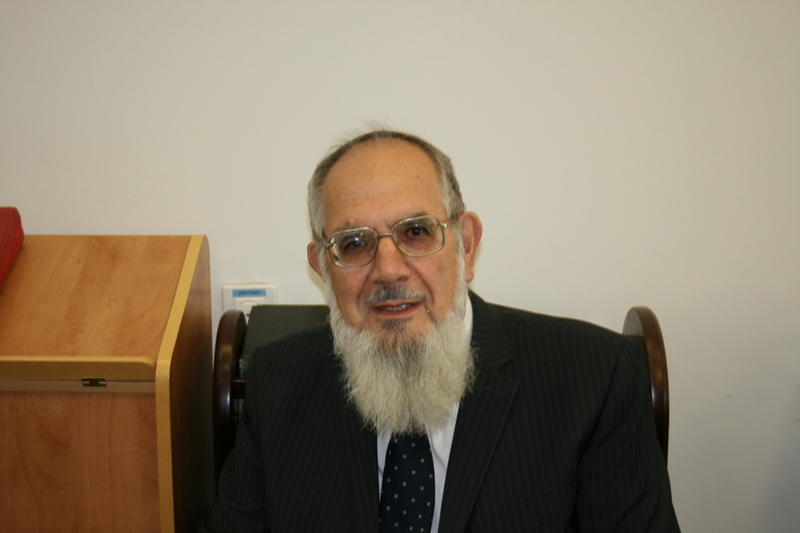
Nachum Elieser Rabinovitch

Nachum Elieser Rabinovitch (* 1928 in Montreal, Kanada; † 6. Mai 2020 in  Maʿale Adummim, Israel) war ein Rabbiner, jüdischer Gelehrter und Rosch-Jeschiwa der Jeschiwat Birkat Mosche in Maale Adumim, Israel.

## Leben
Rabinovitch wurde 1928 in Kanada als zweiter Sohn von Itamar und Sara Rabbinovitch geboren, die kurz vor dem Ersten Weltkrieg aus Russland eingewandert waren. Mit 14 Jahren begann er  Talmud- und Torastudien bei Pinchas Hirschprung, der während des Zweiten Weltkriegs vor den Nationalsozialisten nach Kanada geflohen war. Von Hirschprung wurde er auch zum Rabbiner ordiniert.
1948 begann Rabinovitch ein Studium in der Ner-Israel Jeschiwa in Baltimore, USA bei Izchak Roderman, welcher ihm ebenfalls den Rabbinertitel verlieh. Zur gleichen Zeit erhielt er den Mastertitel für Mathematik an der Johns-Hopkins-Universität.
Im Jahre 1951 heiratete er Rachel Malka Schachtovitz, selbst aus einer Rabbinerfamilie stammend und eine Nichte von Rabbiner Roderman.
Im Jahre 1952 wurde Rabinovitch ins Rabbineramt der Stadt Charleston, South Carolina gerufen und gründete dort die erste jüdische Schule der Stadt.
1963 kehrte er als Gemeinderabbiner nach Toronto zurück. An der Universität von Toronto erhielt er den Doktortitel für Mathematik und gab dort neben seinem Rabbineramt Vorlesungen. Ebenfalls war er als Redakteur in der vom Rabbinical Council of America herausgegebenen Zeitschrift Hadarom tätig, in welcher er  Artikel sowie Responsen zu halachischen Themen veröffentlichte. Zwischen 1971 und 1982 fungierte er als Rektor des Jews' College in London.
Ab 1982 war er der Rosch-Jeschiwa der Jeschiwat Birkat-Mosche in Maale Adumim. Rabinovitch starb im Alter von 92 Jahren am 6. Mai 2020 in seiner Wohnung in Maʿale Adummim.

## Lehre und Werk
Rabinovitch galt als  Experte für Maimonides und publizierte wissenschaftliche, theologische und halachische Werke und Kommentare zu Maimonides’ Schriften. Seine philosophische Auffassung war stark von Maimonides’ Logik und Rationalismus geprägt. Sie betonte die Verbindung zwischen Halacha und Philosophie, zwischen dem Torahstudium und der Wissenschaft und zwischen den theoretischen Studien und den praktischen Anwendungen im Leben. Rabinovitch beschäftigte sich mit Fragen zu halachischen Themen, zum Staat Israel und der jüdischen Philosophie. Zu seinen Schülern zählen u. a. Jonathan Sacks, Oberrabbiner von England, oder Dror Fixler, Physikdozent an der Bar-Ilan-Universität.

## Publikationen

### Hebräisch
- Yad Peshuta (יד פשוטה) Kommentar zu Maimonides' halachischem Werk Mishne Torah
- Melumdei Milchama (מלומדי מלחמה) – Responsa zu halachischen Fragen im Militär
- Der Weg der Torah (דרכה של תורה) – halachisch-philosophische aktuelle Themen
- Hadar Itamar (הדר איתמר) – Talmudabhandlungen
- Einblicke in Maimonides' Werk (עיונים למשנתו של הרמב"ם)
- Nachums Rede (שיח נחום) – umgreifende Responsa zu halachischen Fragen
- Nachmanides' System zur Eroberung des Landes Israel (דעת הרמב"ן בכיבוש הארץ)- Tchumin, the Tzoment Institue, Band 4, S. 302
- Nachmanides' und Maimonides' System zum Gebot der Landesbeerbung (שיטת הרמב"ן והרמב"ם במצות ירושת הארץ) – Tchumin, the Tzoment Institue, Band 5, S. 180
- Maimonides' System zur Heiligkeit des Landes Israel und des Tempels  (שיטת הרמב"ם בענין קדושת הארץ והמקדש) – Tchumin, the Tzoment Institue, Band 6, S. 439
- Wissenschaftliche Einschätzung als Basis zum Festlegen der Halacha  (הערכה מדעית כיסוד לפסיקת הלכה) –  Tchumin, the Tzoment Institue, Band 8, S. 435
- Ganz Israel sind sich gegenseitige Bürgen  (כל ישראל ערבים זה בזה) –  Tchumin, the Tzoment Institue, Band 11, S. 41
- Rabbi Gedalia Felder sel.  (הרב גדליה פלדר) –  Tchumin, the Tzoment Institue, Band 12, S. 11
- Der Gebrauch von "Sticklight" am Sabbat (השימוש במקלור (סטיקלייט) בשבת) –  Tchumin, the Tzoment Institue, Band 13, S. 142
- Embryodilation (דילול עוברים) – Tchumin, the Tzoment Institue, Band 17, S. 340
- Schwangere und Stillende an Fasttagen (עוברות ומניקות בתענית) – Tchumin, the Tzoment Institue, Band 17, S. 343

### Englisch
- Rabbi Hasdai Crescas (1340-1410) on Numerical Infinities – Isis, Band 61, No. 2 (Summer, 1970), S. 224–230
- Studies in the History of Probability and Statistics. XXII: Probability in the Talmud – Biometrika, Band 56, No. 2 (Aug., 1969), S. 437–441
- Torah and Science: Conflict or Complement  – Challenge: Torah Views on Science and its Problems, Feldheim Publishers S. 44
- Torah and the Spirit of Free Enquiry – Challenge: Torah Views on Science and its Problems, Feldheim Publishers S. 54
- The one and the many: Early stochastic reasoning in philosophy – Annals of Science, Volume 34, Issue 4. Juli 1977, S. 331–344
- Early antecedents of error theory – Archive for History of Exact Sciences, Volume 13, Number 4 / Dezember, 1974 S. 348–358
- Halachah and Technology – Proceedings of the Associations of Orthodox Jewish Scientists 2 (1969) S. 129–149
- All Jews Are Responsible for One Another – Jewish Tradition and the Nontraditional Jew. Ed. Jacob J. Schacter. Northvale, NJ.: Aronson, 1992 S. 177–204
- Probability and statistical interference in ancient and medieval Jewish literature – University of Toronto Press, 1973